# Source (Kunstwerk)

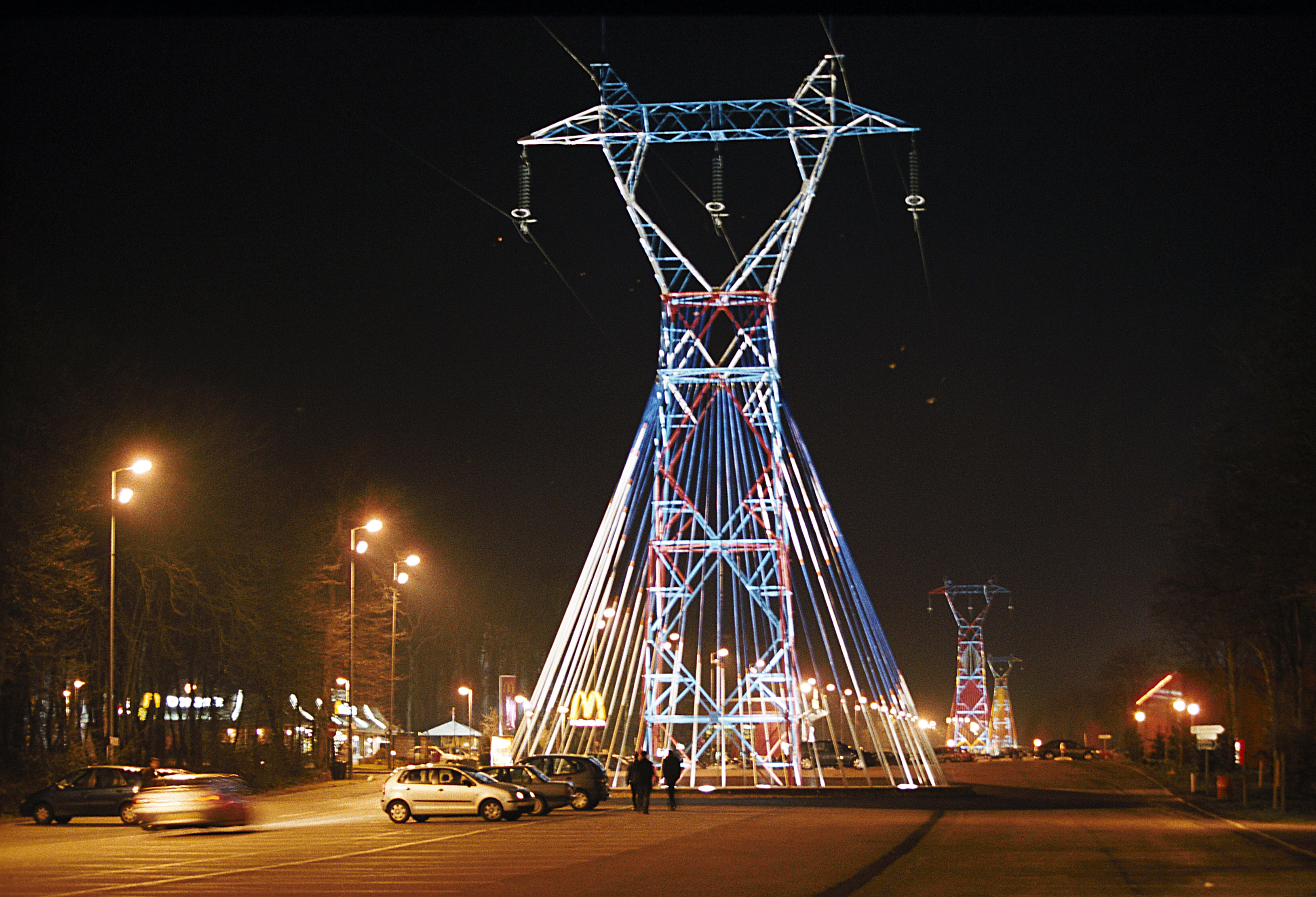
Nächtlich illuminierte Masten auf der Rue de l’Europe in Amnéville, 2004

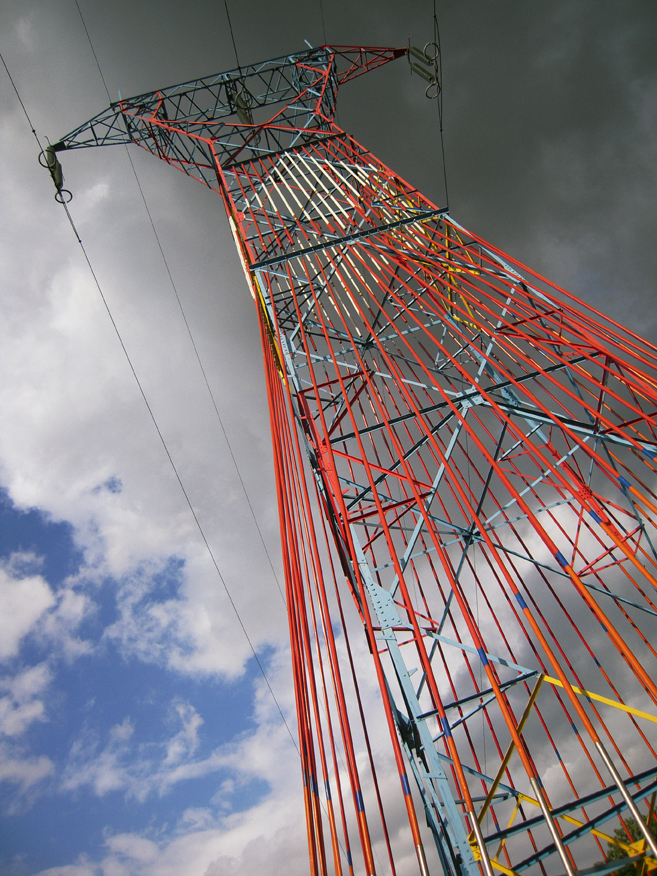
Mast Nr. 12 Source – Energie, 2009

Source ist ein Kunstwerk der bulgarisch-französischen Künstlerin Elena Paroucheva in der Gemeinde Amnéville-les-Thermes in Frankreich.
Die monumentale Installation auf vier farbig gestrichenen Höchstspannungs-Freileitungsmasten wurde von August bis Dezember 2003 im Auftrag des französischen Übertragungsnetzbetreibers RTE errichtet und am 17. Februar 2004 eingeweiht.

## Beschreibung
Die ca. 350.000 Euro teure Installation ist an zwei je 28 Meter und zwei je 34 Meter hohen Deltamasten der 225-kV-Freileitung Amnéville–Montois angebracht. Sie besteht aus 3284 m Stahlkabeln, 2708 m Halteseilen, 525 m Kunststoffschläuchen, 576 m rostfreien Stahlrohren und 40 Scheinwerfern.
Die Masten stehen auf eine Strecke von über 1,2 km auf der Rue de l’Europe und symbolisieren im Einzelnen:
- Mast Nr. 10 (28 m hoch): Source – Licht
- Mast Nr. 11 (28 m hoch): Source – Wasser
- Mast Nr. 12 (34 m hoch): Source – Energie
- Mast Nr. 13 (34 m hoch): Source – Flamme